# Allergie à la viande

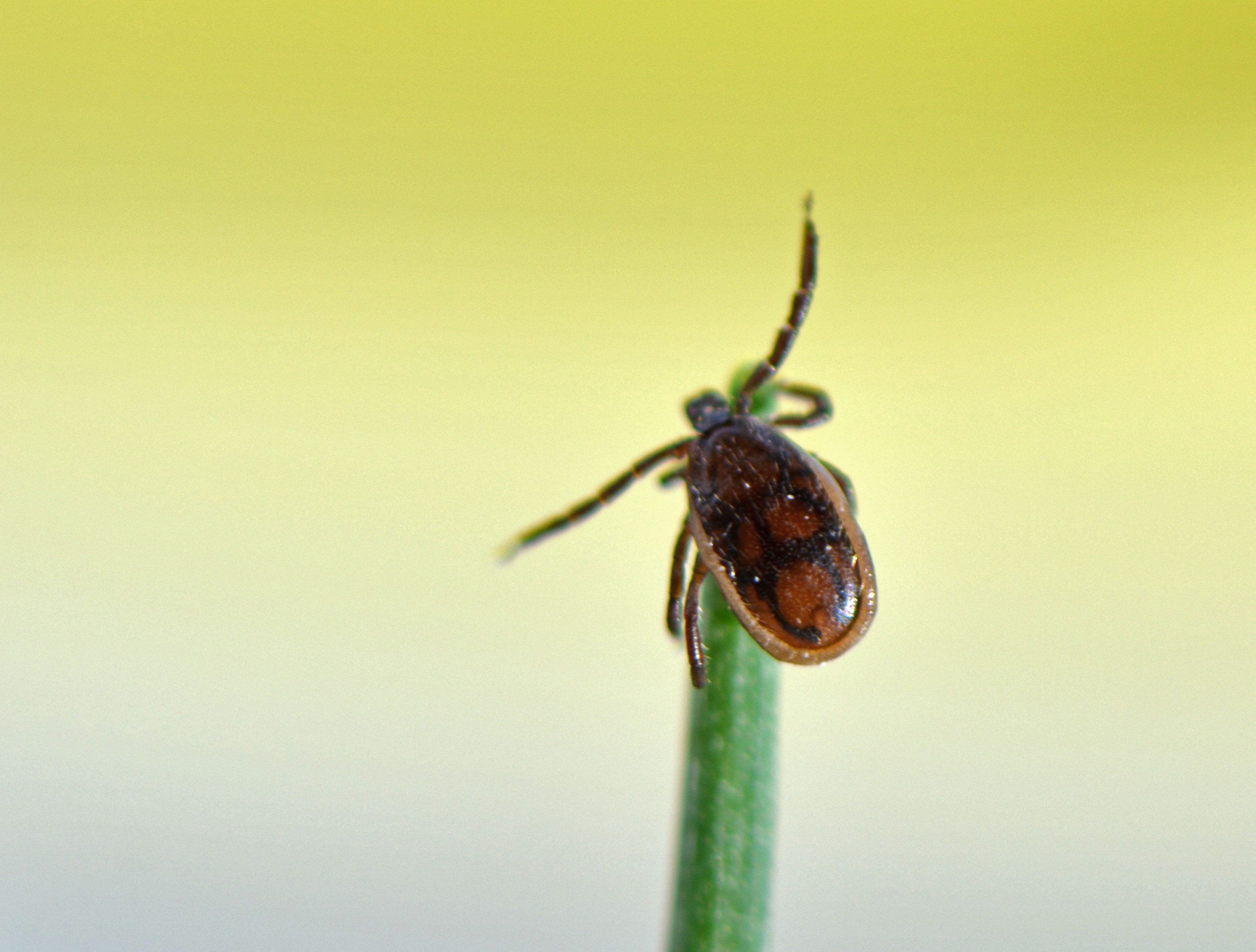
Ixodes ricinus est en Europe la cause la plus fréquente de l'allergie à la viande.
Elle perce la peau de son hôte, injecte sa salive dans la chair, pour la lyser et s'en nourrir. Le système immunitaire humain repère des molécules de la salive de la tique et y réagit parfois violemment (= allergie à la salive de tique) ; La tique peut co-injecter un sucre banalement présent dans la chair des mammifères et présent dans son intestin. Notre immunité peut alors « par erreur » identifier ce sucre comme "dangereux". La viande devient alors un allergène pour la personne ainsi sensibilisée.

L'allergie à la viande liée à l'alpha-gal (ou syndrome α-Gal) est un phénomène émergent récemment décrit, d'abord en Amérique du Nord (en 2009), puis en Australie et en Europe. Cette forme d'allergie alimentaire a d'abord été considérée comme une maladie rare touchant des enfants atopiques (c'est-à-dire supposément génétiquement prédisposés). On sait depuis peu qu'il s'agit plus précisément et la plupart du temps d'une allergie à une molécule : le galactose-alpha-1,3-galactose, un sucre présent dans la viande de tous les mammifères hormis chez certains primates.
L'allergie à l'alpha-gal semble toujours initiée par une piqûre de tique (dont plusieurs espèces prolifèrent depuis les années 1970 dans de nombreuses régions du monde) et elle survient un peu plus souvent à la suite de la consommation d'abats que de viande rouge. Elle peut aussi survenir à la suite de l'injection de produits fabriqués à partir d'animaux (ex : gélatine ou certains médicaments). Dans tous les cas le patient n’est pas allergique aux viandes de volailles ni à la chair des poissons. Le syndrome α-Gal est caractérisé par des symptômes retardés (par rapport aux autres allergies alimentaires) mais pas toujours. Elle comprend les symptômes gastro-intestinaux, peut se développer n'importe quand, chez l'enfant comme chez l'adulte.
Il existe aussi des allergies, beaucoup plus rares, à d'autres composants (sérumalbumine, gammaglobulines, myoglobine…) des viandes rouges  ou blanches.

## Histoire médicale
Cette allergie a d'abord été décrite depuis 2009 en Amérique du Nord dans quelques régions où les tiques sont nombreuses, puis en Australie et Europe, puis jusqu'en Afrique rurale. 
On sait depuis le début du XXIe siècle que c'est plus précisément une allergie liée à l’IgE anti-galactose-alpha-1,3-galactose-bêta-1,4-N-acétylglucosamine (alpha-gal)  et il est apparu dans les années 2010 qu'elle a été très sous-estimée. 
Le problème semble même devoir être traité comme un nouvel enjeu de santé publique, par exemple aux États-Unis puisqu'en un an le Dr Platts-Mills (allergologue à l'Université de Virginie) et ses collègues ont répertorié près de 4 000 cas d'allergie à l'alpha-gal dans le pays, rien que grâce à des tests non-systématiques. Selon le Dr Thomas Platts-Mills, ce chiffre « est certainement un modeste pourcentage du nombre réel de cas. Il y en a au moins le double. »

## Symptômes
L'allergie se manifeste par des anaphylaxies récidivantes et plus ou moins intenses (dont avec œdème de Quincke potentiellement mortel si non pris en charge).
De manière assez caractéristique, lorsque les allergies alimentaires typiques se déclenchent immédiatement ou dans les 2 heures suivant une prise alimentaire, l'allergie dite "à la viande" survient presque toujours (il y a des exceptions) plus de deux heures après l’ingestion d'un repas contenant au moins un produit carné issu de mammifères (viande rouge, abats tels que rognons de porc notamment) et donc parfois en pleine nuit. Dans le cas de cette allergie, les symptômes sont retardés : l’« allergie à la viande » survient entre 3 et 6 heures après la prise d’un aliment carné provenant d'un mammifère (l'abat semblant proportionnellement plus à risque ) ce qui peut laisser penser que c’est au niveau de l’intestin que se joue la réaction.
Un prurit puis une urticaire sont généralement associés à des troubles hémodynamiques, respiratoires ou digestifs (maux de ventre, et éventuelles diarrhées profuses) surviennent alors.
Une étude observationnelle basée sur des dosages sériques et un questionnaire pour 261 sujets (de 5 à 82 ans) diagnostiqués allergiques à la viande de mammifère a produit les résultats suivant :
- 254 des 261 sujets présentaient des IgE spécifiques α-Gal dosés à plus de 0,35 UI/mL[1] ;
- 211 personnes (81 % des sujets) ont vu les symptômes débuter plus de 2 heures après avoir mangé de la viande de mammifère[1] ;
- les tests ont confirmé le diagnostic de syndrome α-Gal dans 95 % des cas (et un syndrome porc-chat dans 1,9 % et une allergie primaire au bœuf dans 1,1 % des cas)[1] ;
- une urticaire était présente dans 93 % des cas[1] ;
- une anaphylaxie dans 60 % des cas[1] ;
- des symptômes gastro-intestinaux dans 64 % des cas[1] ;
- les taux d'IgE et d'IgG spécifiques à α-Gal étaient similaires chez les sujets, que les symptômes aient été précoces ou retardés, et avec ou sans anaphylaxie[1] ;
- les taux d'IgE spécifiques de α-Gal et la gravité des réactions étaient similaires chez ceux avec et sans atopie traditionnelle. De même ce travail n'a pas trouvé de différence de gravité entre enfants (n = 35) et adultes (n = 226) du groupe[1] ;
- le groupe sanguin B tendait à être sous-représenté chez les personnes sensibilisées au α-Gal ; mais les titres d'IgE spécifiques de α-Gal étaient néanmoins élevés dans les cas symptomatiques avec antigène-B[1].

## Mécanisme
On sait depuis longtemps que la morsure de tique peut être sensibilisante (chez l’adulte et l’enfant), déclenchant une « allergie à la salive de tique ». 
Selon un mécanisme de mieux en mieux compris, on voit maintenant que chez certaines personnes, une morsure de tique peut aussi induire une allergie alimentaire aux viandes rouges, à la gélatine et/ou aux abats de mammifères non-primates.
En 2019, le retard de l'anaphylaxie et la prépondérance des réactions abdominales sont encore mal expliqués, mais incitent à penser que la cinétique de la digestion et du traitement de l'allergène ou la présentation immunologique via un mécanisme différent de l'allergie alimentaire habituelle (de type immédiat) sont en cause. Si le mécanisme complet est encore à éclaircir, la responsabilité de l’a-gal est clairement établie : Cet oligosaccharide est une forme de sucre très stable, qui n'est détruit ni par la cuisson ni par les sucs digestifs. Il est présent sur les glycolipides de viandes et joue ici le rôle d'épitope. Il est présent dans la chair de tous les mammifères, hormis celle des primates.
De l’alpha-gal (reste probable d'un repas précédent sur un mammifère) a été retrouvé dans le tractus digestif de plusieurs espèces de tiques dont Ixodes ricinus (tique la plus fréquente en Europe de l'Ouest), ce qui peut expliquer le lien entre la piqûre de tique, d’une part, et la sensibilisation d’autre part. 90 % de sujets ayant des IgE sériques anti-α-Gal ont aussi des antécédents de piqûres de tiques. En France, la tique en cause est généralement Ixodes ricinus, alors qu’aux États-Unis c’est Amblyomma americanum et en Australie Ixodes holocyclus. 
Dans les années 2010, cette allergie (qui est la base de diagnostic du syndrome alpha-gal) semble être encore très fortement sous-diagnostiquée : ainsi en 2015, des allergologues notent « que des IgE anti-alpha-gal (responsables d'une forme tardive d'anaphylaxie survenant 3 à 6 heures après l'ingestion de viande rouge) peuvent être retrouvées chez 9/13 patients ayant eu des chocs idiopatiques » (c'est-à-dire inexpliqué). De plus après quelques mois le taux d’anti-alpha-gal diminue significativement .
En 2018, Carter et al., dans une autre étude (étude prospective basée sur 70 patients diagnostiqués pour anaphylaxie idiopathique (c'est-à-dire à ce jour inexpliquée) et sur la recherche d'anticorps IgE(Ab) spécifiques du galactose-α-1,3-galactose : alpha-gal), notent que six de ces patients (9%) avaient des IgE anti-alpha-β . Chez tous les patients, le passage à un régime alimentaire sans viande rouge, a mis fin aux épisodes d’anaphylaxie . Dans ce panel, deux patients présentaient une mastocytose systémique indolente (MSI), associée dans les deux cas à une réactions cliniques aggravée, mais avec des taux d'IgE spécifiques l'alpha-gal moindres, et des taux de tryptase sériques plus élevés, reflétant la charge en mastocytes. 
Ces travaux plaident pour la recherche systématique d'une sensibilisation à l'alpha-gal chez les patients déclarant des réactions anaphylactiques inexpliquée, quand les réactions à l'alpha-gal sont retardées et peuvent donc être négligées.
L'alpha-gal se fixe aux lipides pour être absorbé par le tube digestif, expliquant le délai important entre l'ingestion et la réaction allergique, puisque les lipides se retrouvent de manière retardée dans le flux sanguin. 

## Diagnostic
L'allergie est confirmée par la recherche de l'immunoglobuline E dirigé contre le galactose-alpha-1,3-galactose.

## Prévalence et facteurs de risques
L'allergie alpha-gal n'étant pas, dans aucun pays, une maladie à déclaration obligatoire, le nombre réel d'individus touchés est inconnu. 
La prévalence de cette allergie est donc encore mal connue dans le monde où elle varie probablement beaucoup selon les pays et les régions (plus ou moins riches en tiques). 
L’allergie alpha-gal a été décrite dans au moins 17 pays sur tous les continents, toujours dans des régions où les humains sont piqués par les tiques, en particulier aux États-Unis et en Australie. Aux États-Unis, l’allergie survient le plus souvent dans les régions centrale et méridionale, ce qui correspond à la répartition de la tique célibataire . Dans le Sud des États-Unis, où la tique est la plus répandue, le taux de prévalence de cette allergie est 32 % plus élevé qu'ailleurs. 
En France en 2017 selon le Réseau d’allergo-vigilance (RAV) il s’agissait de 3,4 % des allergies anaphylactiques d'origine alimentaires (pour 466 observations déclarées et analysées). L'ingestion d'un abat plutôt que de viande rouge était en cause dans 64 % de ces 466 cas.
Toutes choses égales par ailleurs, sa prévalence semble être la même chez les patients atopiques et non-atopiques. Quelques différences d’âge et de sexe ont été observées dans certaines cohortes, mais qui peuvent refléter des expositions différentes.
Dans 47 % de 19 cas étudiés par le réseau d'allergo-vigilance français et belge (2017), le patient se souvenait avoir subi une piqure de tique peu avant la survenue de l’allergie. Vivre dans un environnement riche en tiques, s'exposer aux morsures de tiques et consommer de la viande (abats notamment, comme le font souvent les chasseurs) sont des sources de risques.
Dans quelques cas le venin de guêpe ou une allergie croisée impliquant le venin de guêpe semble parfois avoir le même effet. Les allergies à certains venins augmentent chez les personnes devenues allergiques à la viande.

## Co-facteurs, ou facteurs aggravants
La reproductibilité et la sévérité variables des réactions suggèrent l’influence de cofacteurs (dans 68,8 % des cas) dont au moins deux ont été identifiés : 
1. l’ingestion d’une boisson alcoolisée, l’alcoolisme[24]. L’alcool pourrait augmenter la perméabilité intestinale ou être en cause via ses puissants effets immunomodulateurs[24] ;
2. un effort physique important.

## Autre allergie (parallèlement induites)
Certains patient piqués par des tiques deviennent aussi allergiques :
- au lait de vache[25] ;
- et/ou à certains produits à base de lait (fromage). La sensibilisation IgE aux laits de mammifère est fréquente dans ce syndrome, mais on ignore parfois si c’est vraiment le lait qui est en cause ou la présure (extraite de la panse du veau) utilisée pour la fabrication de nombreux fromages, qui contient des allergènes alpha-Gal et pourrait plus vraisemblablement être en cause[26] ;
- à certains vaccins (ex vaccin contre le zona)[27].

## Traitement
Aucun traitement spécifique n'est à ce jour disponible. 
Les victimes de cette allergie doivent éviter toutes viandes et produits carnés provenant de mammifères non-primates (abats et charcuteries compris) . La consommation de lait ou de produits laitiers ne pose, en règle, pas de problème, à part dans quelques cas, où son éviction est conseillée.
Les symptômes sont traités par l'adrénaline ; les allergiques à la viande rouge doivent toujours disposer d’un kit d’urgence (Adrénaline auto-injectable)  ; En cas d’opération chirurgicale, ils doivent prévenir l’anesthésiste ou le médecin afin de ne pas recevoir de médicaments contenant de l’AG comme le cétuximab, molécule ayant des épitopes proches de la galactose-alpha-1,3-galactose ni de gélatine injectable,.
Les symptômes de l'allergie semblent pouvoir s'atténuer avec le temps.